# Benin
Benin (francosko Bénin [benɛ̃], fonsko Benɛ, fulsko Benen), uradno Republika Benin (francosko République du Bénin), pred tem Dahomej, je država v Zahodni Afriki. Na zahodu meji na Togo, na vzhodu na Nigerijo, na severozahodu na Burkina Faso ina na severovzhodu na Niger. Večina njegovega prebivalstva živi na južni obali Beninskega zaliva, ki je del Gvinejskega zaliva v najbolj severnem tropskem delu Atlantskega oceana. Glavno mesto Benina je Porto-Novo, sedež vlade pa je v mestu Cotonou, ki je najbolj naseljeno mesto in gospodarsko središče države. Benin se razprostira na površini 114.763 km2 in je mel leta 2021 približno 13 milijonov prebivalcev. To je majhna tropska država, ena od najmanj razvitih, močno odvisna od kmetijstva ter izvoznica palmovega olja in bombaža. Nekatera delovna mesta in dohodek izvirajo iz samooskrbnega kmetovanja.
Od 17. do 19. stoletja so bile na tem območju politične entitete kraljestvo Dahomej, mestna država Porto-Novo in druge države na severu. To regijo so od zgodnjega 17. stoletja zaradi velikega števila ljudi, ki so bili v atlantski suženjski trgovini prodani in odpeljani v Novi svet, imenovali Suženjska obala. Leta 1894 je ozemlje prevzela Francija in ga kot Francoski Dahomej vključila v Francosko Zahodno Afriko. Leta 1960 je Dahomej pridobil popolno neodvisnost od Francije. Kot suverena država je Benin imel demokratične vlade, vojaške udare in vojaške vlade. Med letoma 1975 in 1990 je obstajala samoopisana marksistično-leninistična država, imenovana Ljudska republika Benin Leta 1991 jo je nadomestila večstrankarska Republika Benin.
Uradni jezik Benina je francoščina, govorijo pa se tudi jeziki domačinov fonščina, baribščina, jorubščina in dendščina. Največja verska skupina so kristjani (52,2 %), ki jim sledijo muslimani (24,6 %) in pripadniki tradicionalnih verstev (17,9 %). Benin je član Združenih narodov, Afriške unije, Gospodarske skupnosti zahodnoafriških držav, Organizacije za islamsko sodelovanje, Južnoatlantskega območja za mir in sodelovanje, Frankofonije, Skupnosti sahelsko-saharskih držav, Afriškega združenja proizvajalcev nafte in Oblasti Nigerske kotline.